# عبد الله بن محمد
عبد الله بن محمد، هو ابن النبي محمد من زوجته خديجة بنت خويلد، وُلد في مكة بعد بعثة النبي محمد وقيل قبلها، لُقِّب بالطَّاهر والطَّيِّب لمولده بعد النبوة، وقيل أنّ «الطَّاهر» و«الطَّيِّب» هما اسمان لولدين للنبي محمد غير عبد الله، إلا أن غالبية أهل السِّيَر والنَّسب اتفقوا على أنّهما لقبان له. توفي صغيراً في مكة، وفيه قال العاص بن وائل السهمي عن النبي محمد: «قد انقطع ولده فهو أبتر»، فنزل في القرآن: ﴿إِنَّ شَانِئَكَ هُوَ الْأَبْتَرُ ۝٣﴾ [الكوثر:3].